# باد تيبيرا
باد-تيبيرا هي مدينة سومرية قديمة تعرف حاليا بتل المدينة تقع بين مدينة الشطرة وسنكرة (لارسا القديمة)، ظهرت في قائمة الملوك السومريين واسمها الاكدي هو دور غورغوري وكذلك عرفت باسم بانتيبيبلوس حسب بعض المؤرخين الإغريق مثل ابيدينوس وابولودوروس الاثيني وبيروسوس.

## التاريخ
حسب قائمة الملوك السومريين فهي ثاني مدينة سومرية أصبحت مملكة بعد إريدو قبل الطوفان، ومن ملوكهم اين مين لو انا وإين مين جال أنا ودوموزيد الراعي، حسب النص السومري الذي يقول بأن الإله انانا هو كان اله المدينة و كذلك عبدوا الإله لولال الذي نقل عبادته من الملك دوموزيد الراعي ملك أوروك والذي عاش في تلك المدينة. دوموزيد يلقب بالراعي إلا أنه في قائمة الملوك السومريين عرف بدوموزيد الصياد، الذي حكم اوروك بعد الطوفان العظيم، بين فترة حكم لوغال باندا وكلكامش.